# Мельничата (Кировская область)
Мельничата — деревня в Котельничском районе Кировской области в Вишкильском сельском поселении.
Расположена примерно в 13 км к северу от села Вишкиль.
Население по переписи 2010 года составляло 1 человек.